# Bai Mudan (mythologie)
Pour le thé, voir Bai Mu Dan.
Bai Mudan (白牡丹; littéralement Pivoine blanche), également romanisée sous le nom de Pai Mu tan, est un personnage de la mythologie chinoise. Elle est décrite comme la plus belle courtisane de la ville de Luoyang.

## Légendes
La version la plus populaire de la légende de Pivoine blanche provient du roman Voyage vers l'Est. Il y est raconté qu'un jour, l'immortel Lü Dongbin s'est promené dans Luoyang avec Pivoine blanche, et a été très attiré par sa beauté. Lü Dongbin s'est transformé en un bel érudit, et coucha avec elle de nombreuses fois. Toutefois, conformément à l'alchimie du Tao, il n'a jamais éjaculé, afin de préserver son essence Yang. Ses amis immortels Tieguai Li et He Xiangu enseignent à Mudan comment le faire éjaculer en lui chatouillant l'aine. Pivoine Blanche y parvient, et absorbe son essence Yang quand Lü Dongbin éjacule. Plus tard, elle travaille elle-même cette essence et devient immortelle.
Feijianji, un autre roman de la Dynastie des Ming, fournit une version légèrement différente de cette légende. Selon le Feijianji, Bai Mudan était une fille commune (pas une prostituée) qui a été séduite par Lü Dongbin. Plus tard, elle est devenue très faible, puisque Lu pratiqué le cai yin bu yang sur elle. Ce qui signifie qu'il a absorbé son essence yin (féminine), sans perdre sa propre essence yang (masculine). Quand sa mère a consulté le moine Bouddhiste Huanglong (Dragon Jaune), il lui a appris à faire éjaculer Lü Dongbin et ainsi restaurer son essence yin. Rendu furieux par cet événement, Lü Dongbin a tenté de décapiter Huanglong, à l'aide de son épée volante, mais a échoué. À la fin, il admet ses erreurs et reconnaît Huang Long en tant que maître.
Dans un autre récit, Pivoine blanche a été envoyée par le ministre Su Dongpo (Su Shi), pour tenter de séduire son ami, le moine Fo Yin. Su Shi déteste les pratiquants Bouddhistes parce qu'il pense que ces moines célibataires ne se consacrent pas suffisamment à leurs ancêtres.
Il existe aussi un conte de la Dynastie Song, qui la décrit comme une courtisane altière, qui se plaisait à humilier ses riches clients. Ces histoires précisent qu'elle les invite à embrasser son cul. Quand un avide marchand du nom de Chen Hua lèche son anus, elle lui pète au visage. Il s'agit d'une allusion au comportement de Chen Hua duo tun peng pi (掇臀捧屁). Duo tun peng pi est un idiome chinois pour flatteur.

## En tant que déesse
Sa réputation de séductrice fait de Pivoine blanche, aka Bai Mudan, une figure déifiée en tant que déesse qui tente les hommes, ou plus précisément les ascètes.

## Dans la culture populaire
- Pivoine blanche est apparue dans de nombreux romans classiques tels que le Voyage vers l'Est (东游记), Ba Xian Dedao (八仙得道)[10], Fei Jian Ji[11], Han Xiangzi Quanzhuan-L'Histoire de Han Xiangzi: Les Aventures alchimiques d'un Immortel Taoïste (韓湘子全傳)[12] et d'autres.
- Elle est aussi présente dans un opéra célèbre ; Lü Dongbin san xi Bai Mudan (Lü Dongbin trois truc sur Blanc, Pivoine)[13]. Toutefois, dans certaines versions de l'opéra, Pivoine blanche est dépeinte comme la fille d'un pharmacien/apothicaire plutôt qu'une prostituée.
- Il existe beaucoup de films basés sur cet opéra[14],[15],[16]
- Pivoine blanche est apparue dans de nombreuses séries télévisées telles que Dong You Ji (jouée par Phyllis Quek)[17], Huit Avatar (jouée par Sonija Kwok)[18], Baxian Guohai (ATV-1985) jouée par Betty Lai, et la Légende du Fantôme ravisseur de Beautés (jouée par Liu Yihan)[19]. Elle est également apparue en 1971 dans le film Huit Immortels, interprétée par Chang Chi-Yu[20].